# Escobaria laredoi
Escobaria laredoi är en kaktusväxtart som först beskrevs av Charles Edward Glass och R.A. Foster, och fick sitt nu gällande namn av Nigel Paul Taylor. Escobaria laredoi ingår i släktet Escobaria och familjen kaktusväxter. Inga underarter finns listade i Catalogue of Life.

## Bildgalleri

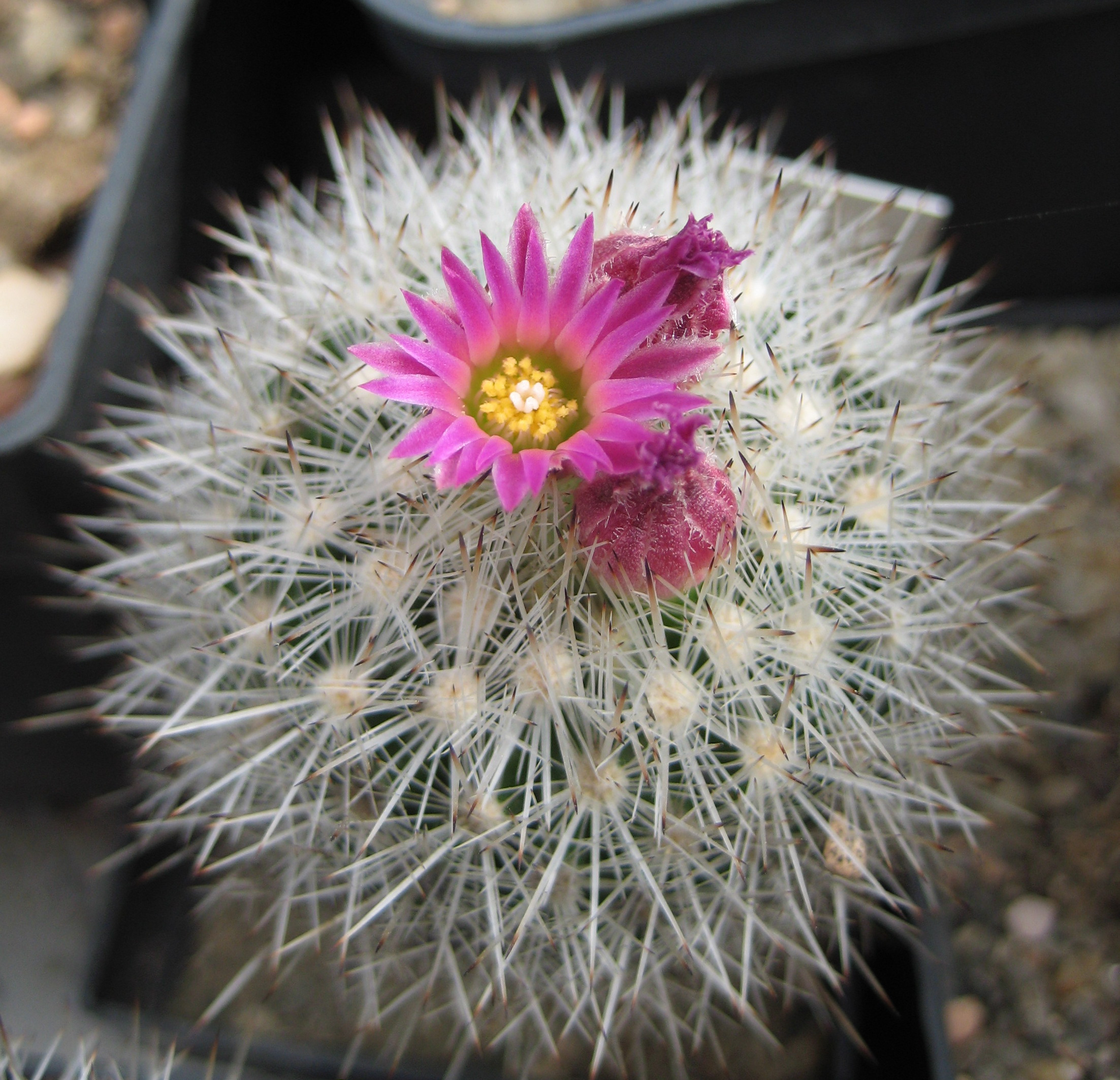